# Luzzara
Luzzara est une commune italienne de la province de Reggio d'Émilie dans la région Émilie-Romagne en Italie.  

## Histoire
Point clé du théâtre des opérations pendant la guerre de Succession d'Espagne. Luzzara est prise par les français. Conscient que la ville est un des rares point de passage sur le Pô, Eugène de Savoie (craignant pour sa chaîne d'approvisionnement) l'attaque le 15 août 1702.
Il manque de remporter la victoire sur Louis-Joseph de Vendôme mais les français tiennent bon et conservent le contrôle de la ville. 

## Administration
| Période                                  | Période | Identité | Étiquette | Qualité |
| ---------------------------------------- | ------- | -------- | --------- | ------- |
|                                          |         |          |           |         |
| Les données manquantes sont à compléter. |         |          |           |         |

### Hameaux
Arginello, Bacchiellino, Borgo Po, Buca Bertona, Cantone, Casoni, Codisotto, Corghe, Cugini, Delfina, Negre, San Carlo, Vergari Alti, Vergari Bassi, Villa Superiore, Villarotta

### Communes limitrophes
Dosolo, Gonzaga, Guastalla, Reggiolo, Suzzara

## Personnalités liées à la commune
- Maurizio Cazzati, compositeur italien né en 1616
- Giuseppe Caselli, peintre italien né en 1893
- Danilo Donati, artiste italien né en 1926
- Bruno Fortichiari (en), homme politique italien né en 1892
- Giulio Gaist (it), chirurgien italien né en 1925
- Claudio Parmiggiani, plasticien italien né à Luzzara en 1943
- Cesare Zavattini, écrivain et scénariste né en 1902 et mort en 1989. Il fit aussi découvrir son village au photographe Paul Strand, qui y consacra une série de photographies publiée sous le titre Un Paese[2].